# 桃山凛
桃山 凛（ももやま りん）は、日本の元AV女優。旧芸名は山本 鈴（やまもと りん）。

## 略歴
2017年10月、マドンナの専属女優としてデビュー。当時の所属事務所はNAXプロモーション。
2018年2月にNAXプロモーションを退所して、改名する。
2020年5月31日の公式ツイッターで引退を表明。

## 人物
生年月日は非公表だがデビュー時点で35歳の既婚者（夫は消防士）とされている。
初体験はアメリカの大学に留学していた時に同じ大学に通っていたアメリカ人で、外国人との経験人数は20人ほど。
アメリカでのセックス経験から激しいセックスが好きで、夫とはセックスの相性はいいが物足りなさを感じ、AVに出演すれば求めているセックスができると思いAV女優となった。また、AVは一生続けていきたいと話している。

## 出演作品

### アダルトDVD
2017年
- 激ピストン希望!! ハードファックに憧れる35歳人妻 山本鈴 AVデビュー!! 洋ピン好きで夫はタフな消防士…それでも足りない欲望を満たす為にAV出演!!（10月19日、マドンナ）
- 家内の妹 〜ひとつ屋根の下にある身近な欲望〜 《正統派》専属美熟女第二弾!!（11月19日、マドンナ）
- 妻が寝取られた夜 〜夫が密かに望んだ淫猥な悪夢〜（12月19日、マドンナ）

2018年
- 全身性感帯の人妻と中年オイルマッサージ師（2月1日、マドンナ）
- 抱かれたくない男に死にたくなるほどイカされて…（2月19日、マドンナ）
- 人妻ナンパ自宅中出し×PRESTIGE PREMIUM 欲求不満な人妻4名 in港区・新宿区 15（6月1日、プレステージ）※「りん」名義　他出演:まや、藤崎、吉岡
- 「主人には精子が飲みたいなんて言えなくて…」清楚すぎるアラサー巨乳妻が初めての精飲!一度の精飲では物足りず笑顔で二回戦!激しくイキ乱れ追い打ちごっくん!合計16精飲!!（6月29日、DOC）※「みゆ」名義　他出演:りさ、あん、ゆう
- 人妻監禁ザーメン漬けSEX（7月25日、セレブの友）
- そのプリッとしたお尻で僕を誘ってるんですか?スタイル抜群の人妻が僕の前でプルンプルンの神尻を見せつけるので我慢できず中出ししたった!（8月19日、かぐや姫Pt）他出演:永井みひな、美作彩凪
- 素人奥様×輪姦SEX（8月19日、素人日記）
- 「初めてがおばさんでいいの?」 Gカップ以上! 巨乳アラサー美人妻が童貞くんとタオル一枚密着混浴に挑戦!! 夫婦生活に刺激を求める若妻は、童貞くんの初々しさに子宮がうずき…大きなお胸で抱きしめる! 母性溢れる連続中出し筆下ろしSEX!!（9月7日、DOC）他出演:川崎亜里沙、今井ゆあ、月本愛
- マキシワンピ女をレイプ! 3 薄着1枚で出歩くエロ女を人気の少ない場所まで尾行して… あえて脱がさず服の上から身体をまさぐり着衣のままハメて中出し（9月19日、かぐや姫Pt）他出演:永井みひな、美作彩凪
- ザ・面接 VOL.159 可憐な女学生の性行為 お子ちゃま熟女の本気汁 桃尻!精子おんなの乱（9月20日（レンタル）/11月23日（セル）、アテナ映像）他出演:長友麻衣美、堀北ゆう、香澄あかり、上条杏奈、西山楓、美咲はるか、中本美香
- ドキュメンTV×PRESTIGE PREMIUM 家まで送ってイイですか? 22（9月21日、プレステージ）※「さつき」名義　他出演:沙耶、穂奈美、あやか
- 逸材!! ド素人の人妻は、従順発情ペット。（10月27日、ビッグモーカル）他出演:星あめり、阿部栞菜
- あなたのチ●ポ洗います。 素人アルバイト8人（12月7日、かぐや姫Pt）他出演:永井みひな、浅見せな、篠田ゆう、美作彩凪、ましろ杏、優梨まいな、葵百合香
- 卒業式間近の男子校生応援企画! 「憧れの先生と禁断の関係になりたい!!」 授業中こっそり似顔絵を描くしかできなかった地味な童貞生徒が大好きな担任と二人きりでHな保健体育補習♡ 先生の大きなおっぱいを揉んで、唾液ベロチュー、学校に内緒で生中筆おろしスペシャル!（12月28日、赤面女子）他出演:南まゆ、神宮寺ナオ、皆野あい
- ザ・面接 VOL.160 しゃぶりたい 咥えたい 触りまくりたい 腰振って 汁は大量に出ます（12月30日（レンタル）/2019年2月22日（セル）、アテナ映像）他出演:神谷充希、結城かすみ、久保今日子、楠木奏、高宮まどか、松本紗和、三条つばさ

2019年
- アナル舐めてもいいですか? お尻で悶絶する素人娘（1月7日、かぐや姫Pt）他出演:浅見せな、葵百合香、篠田ゆう、優梨まいな、ましろ杏、永井みひな、美作彩凪
- 夫のNTR願望を知らない妻 夫婦の為のヌードフォト専門スタジオでフェイクカップルフォトセッション。野外撮影で素肌を晒しメンズモデルと密着した美淑妻は極限興奮の末に理性を無くし妻である事を忘れ不貞セックス!（1月15日、ロータス）他出演:玉木くるみ、はるかみらい
- リベンジレズポルノ 新人ホステスに復讐される熟女ママ（2月1日、U&K）共演:華月さくら
- 団塊世代の性欲と嫁（2月28日、タカラ映像）
- 最悪。 愛する妻の体でカネを借りる男達 本邦初!史上最悪トラウマNTR映像（3月15日、ロータス）他出演:玉木くるみ、宮村ななこ、はるかみらい
- 素人妻ナンパ 全員生中出し5時間 セレブDX 65（7月15日、ロータス）他出演:大沢カスミ、美保結衣、橋本れいか ほか

2020年
- ラグジュTV×PRESTIGE PREMIUM 33（2月28日、プレステージ）※「篠宮愛梨」名義　他出演:葵桃香、飛鳥、林海望、木下璃子、速水桃、恵美、早乙女和華、凛月愛、真田結

### アダルトサイト
2018年
- 街行くセレブ人妻をナンパしてAV自宅撮影!⇒中出し性交! celeb.63 その上品な佇まいは仮の姿…。実は強引に犯されたい!お酒が入ればHな人格がこんにちは! in 新宿（4月1日、プレステージプレミアム）※「りん」名義
- 家まで送ってイイですか? case.96 超エリート才色兼備!博士を目指す研究員登場!⇒「私毎日男に飢えてるんです!」日本最高学府の逆ナンパ術!⇒いけないアメリカ留学!!日々アメリカンチ〇ポを喰い尽くす!!⇒臓器萌え“解剖マニア”⇒チ○ポの飽くなき探究心⇒リケジョが科学するセックスと美の関係⇒心からイク!理数では分析できないパラドックス!衝撃のセックス!涙の激ピストン（4月27日、ドキュメントTV）※「さつき」名義
- 【初撮り】ネットでAV応募→AV体験撮影 636（4月30日、シロウトTV）※「なつ」名義
- ラグジュTV 970（7月9日、ラグジュTV）※「篠宮愛梨」名義
- 凛（10月19日、人妻空蝉橋）

2019年
- みのりさん 29歳 Fカップパイパン奥様（1月10日、E★人妻DX）
- 桃さん 26歳 Fカップパイパン奥さま（3月13日、E★人妻DX）
- 凛（6月17日、鉄人2号さん）
- りんさん 29歳 Fカップパイパン奥さま 【セレブ奥さま】（7月8日、E★人妻DX）
- 凛 2（7月14日、鉄人2号さん）

## 雑誌
- 週刊ポスト 2017年6月9日号（小学館） - 「死ぬまで死ぬほどSEX/世界でいちばん幸せなセックスの国」
- 週刊大衆 2017年11月20日号（双葉社） - 袋とじ「世界的美人数学者の「ヌードの解」に迫る」[5]
- 別冊ローレンス 2018年2月号,4月号（富士美出版） - 表紙[6][7]
- 週刊ポスト 2018年5月25日号（小学館） - 「欧米では当然の「おしゃべりSEX」日本人が好む「だんまりSEX」」[8]
- 週刊プレイボーイ 2018年12月3日号（集英社） - 「若妻AV女優四天王座談会」[9]
- 週刊ポスト 2018年12月7日号（小学館） - 「大研究 SEX in U.S.A.」[10]
- 週刊ポスト 2018年12月21日号（小学館） - 「あの女の「フェラチオ」はどうして気持ちいいのだろう」[11]